# Siah Jamegan Khorasan Football Club
Il Siah Jamegan Khorasan Football Club è una società calcistica iraniana con sede nella città di Mashhad. Milita nella Terza Divisione, la quarta divisione del campionato iraniano di calcio. 
Fondato nel 2011, ha militato per tre stagioni, dal 2015-2016 al 2017-2018, nella Lega professionistica del Golfo persico, la massima serie nazionale.
Gioca le partite casalinghe allo stadio Samen Al-Aeme.

## Palmarès

### Competizioni nazionali
- Campionato iraniano di terza divisione: 1

2012-2013